# Rack 19 pouces

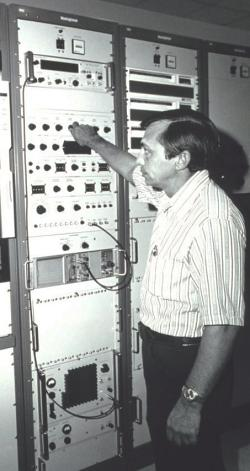
Un rack 19 pouces

Mesures des montants d'un rack de 19 pouces

Dimensions d'un Rack 19"

Un rack 19 pouces est un système de baie métallique aux dimensions standardisées (EIA 310-D, CEI 60297 et DIN 41494 SC48D) permettant de monter divers modules électroniques, dits « rackables », les uns au-dessus des autres.
Ce format s'est imposé universellement depuis son introduction en 1922 par la firme américaine AT&T, première à répondre par une norme précise à ses besoins de stockage de matériel de télécommunications.

## Description
Le rack est constitué de deux rails métalliques verticaux de 0,625 pouce (soit 15,875 mm) espacés de 17,75 pouces (soit 450,85 mm) ce qui donne une largeur totale de rack de 19 pouces (soit 482,60 mm). La largeur totale du bac à cartes 482,6 mm (19"), équerres de fixation comprises, est à l’origine du système de montage 19". 
Les rails verticaux sont troués à intervalle régulier sur toute leur longueur et ces trous sont espacés de 18 5⁄16 pouces (soit 465,14 mm).
Un équipement destiné à être installé dans un tel rangement est  qualifié de « rackable ». La hauteur d'un élément est habituellement un multiple d'une longueur nommée U (pour unité de rack) dont la dimension a été développée pour le système Eurocard. Un U vaut 1,75 pouce (44,45 millimètres). 1U, 2U, 3U, 4U, 5U sont des tailles courantes.
La hauteur d'une façade avant d'un équipement rackable n'est pas exactement un multiple entier de U car, pour permettre un montage facile d'équipements adjacents, un espace de 1⁄32 de pouce (0,031 pouce soit 0,79 mm) est laissé entre chaque façade. Ainsi, une façade de 1U aura une hauteur de 1,719 pouce (43,66 mm). De même, si n est le nombre de U d'une façade, sa hauteur sera de (1,750n − 0,031) pouce = (44,45n − 0,79) mm.
Les racks 19 pouces sont très utilisés dans les domaines des télécommunications, de l'industrie, de l'informatique, de la vidéo, du studio d'enregistrement, de l'éclairage scénique et de la sonorisation.

## Autres abréviations
La taille d'un équipement rackable est parfois mesurée en RU pour Rack Unit.